# کابرا د ایگوالادا
کابرا د ایگوالادا (به اسپانیایی: Cabrera d'Anoia) یک شهرستان در اسپانیا است که در استان بارسلون واقع شده‌است.

## خصوصیات
کابرا د ایگوالادا ۱۷٫۰۴ کیلومترمربع مساحت و ۱٬۳۷۰ نفر جمعیت دارد و ۳۴۷ متر بالاتر از سطح دریا واقع شده‌است.